# Фероніобій
Фе́роніо́бій — феросплав, що містить близько 60 % Nb (або Nb + Ta), 10—12,5 % Si, 2— % Al, 3-8 % Ti (решта Fe і домішки). Виплавляють електропічним алюмінотермічним способом з пірохлорового концентрату або технічного п'ятиокису ніобію.
Фероніобій застосовують при виплавці конструкційної сталі і жароміцних сплавів.